# BW Весов
BW Весов (лат. BW Librae) — двойная затменная переменная звезда (E:) в созвездии Весов на расстоянии приблизительно 1286 световых лет (около 394 парсеков) от Солнца. Видимая звёздная величина звезды — от +14,7m до +13,4m. Орбитальный период — около 0,9324 суток (22,376 часов).